# Martina García (torera)
Marta Martina García (25 de julio de 1814, Colmenar de Oreja-27 de julio de 1882) fue una torera española del siglo XIX conocida como «Lagartijo mujeril». Dominó todas las suertes de la lidia, destacó por ser de las pocas toreras de la época que toreó con hombres, Antonio García-Ramos Vázquez en «Veinte temas taurinos»  —citado por Muriel Feiner en «La mujer en el mundo del toro»— entre ellos destaca a Cúchares.

## Discrepancias
Algunos autores opinan que Martina García nació en Guillena (Sevilla) y otros, como José María de Cossío en su obra «Los toros», afirman que el lugar de nacimiento fue Ciempozuelos; Pascual Millán en su obra «Los novillos» menciona que el lugar de origen era Colmenar de Oreja y Muriel Feiner en «La mujer en el mundo del toro» aporta el dato referenciado de Pascual Millán, Colmenar de Oreja (Madrid), como el lugar de origen de la torera.

## Biografía
Martina García se queda huérfana en 1821. En 1828 se trasladó a Madrid donde trabajó como niñera y más tarde se ocupó como cocinera en un bar de la madrileña calle de Hortaleza, frecuentado por empleados de la plaza de toros de la Puerta de Alcalá quienes la alentaron a ser torera.
El 15 de enero de 1837 debutó como banderillera, vestida de manola. El 5 de noviembre del mismo año repitió como banderillera en cestos con Rosa Inard, y las picadoras Magdalena García y Antonia García; Martina García cobró doscientos reales —Real español—. El 25 de diciembre repitió el mismo cartel taurino.
El 18 de febrero de 1838 toreó por primera vez en como matadora de toros en una Mojiganga —representación pantomímica que se hacía antes de las novilladas con origen en el siglo XVI— acompañada por su propia cuadrilla formada solo por mujeres como Rosa Inard o Celedonia Marina, cobró un sueldo de doscientos reales. El 11 de marzo de 1838 participó en Madrid en una novillada embolada con las Mojigangas representando «El Doctor y la Enfermera» asistiendo después en la brega con el capote la lidia de un novillo. Actuó poco después en otra novillada haciendo de Dulcinea del Toboso en la representación de una escena del Quijote.
El 26 de enero de 1845 compartió cartel con Teresa y Magdalena García, Rosa Inard y Manuela Renaud como banderilleras desde cestas. De nuevo actúa en Madrid en 1846 con las mujeres toreras las mojigangas. El 4 de febrero de 1849 actúa en Madrid vestida de luces, compartió cartel con la torera María, «La Gitana Cantarina». La última actuación de Martina García fue el 16 de agosto de 1874 con José Giraldez, «Jaqueta», en el último festejo celebrado en la desaparecida plaza toros de la Puerta de Alcalá al ser derribada al día siguiente.
En 1873, 14 de diciembre, actúan El 16 de abril de 1874 toreo la última mojiganga con Juana López y Tomasa Prieto como picadoras sobre burros, y Rosa Campos con Javiera Bidaurre en las banderillas; Martina García fue espada.
Prescindió de apoderado que le resolviera los contratos.  Por sus habilidades la torera fue comparada con el diestro Lagartijo (1841-1900) según escribe Pascual Millán en su obra «Los novillos». La trayectoria de Martina García ha sido comparada con la del torero Pedro Romero (1754-1839) por su larga duración, ya que la torera estuvo cerca de cuarenta años en activo. A pesar de haberse retirado unos meses antes volvió a ponerse delante de un astado el 7 de noviembre de 1874, tenía sesenta años. Se retiró definitivamente de las plazas de toros con sesenta y seis años en 1880.
Fue censurada por diferentes detractores, periodistas y escritores taurinos, el crítico Federico Dominguín, por ejemplo, la calificó de «infortunada matadora y anciana». Lidio novillos, toros embolados y en «puntas»; dominó diferentes suertes del toreo con destreza y soltura. Actuó con toreros en corridas mixtas, entre ellos Cúchares, quien hizo mención a su valor y al poco conocimiento sobre las reses que tenía la torera. Pascual Millán habló de la torera como una institución, fue mencionada por Benito Pérez Galdós. En la Biblioteca Nacional (Madrid) se conserva el documento en el que Martina García solicitó permiso para torear.